# 夏の日の贈りもの
夏の日の贈りもの（なつのひのおくりもの）とは、作詞高木あきこ、作曲加賀清孝の合唱曲である。混声二部合唱で、1989年（平成元年）完成。女声三部版も存在する。中学校で用いる音楽科の教科書（教育芸術社発行）にて、旋律に関する教材として掲載されたことがある。変ロ長調で4/4拍子。

## 録音
- 東京ソフィア混声合唱団（指揮：桜町恭介）
  - 1990年発売『新版 混声合唱曲集1』（日本コロムビア COCG-6132）収録
- 小金井市立緑中学校合唱部
  - 2010年発売『Super Chorus スーパー・コーラス クラス合唱曲集上巻』（教育芸術社 GES-14274〜77）などに収録